# Świadkowie Jehowy w Hondurasie
Świadkowie Jehowy w Hondurasie – społeczność wyznaniowa Hondurasie, należąca do ogólnoświatowej wspólnoty Świadków Jehowy, licząca w 2023 roku 21 646 głosicieli, należących do 418 zborów. W 2023 roku na dorocznej uroczystości Wieczerzy Pańskiej zgromadziło się 58 906 osób. Działalność miejscowych głosicieli koordynuje Środkowoamerykańskie Biuro Oddziału w El Tejocote na przedmieściach stolicy Meksyku. Biuro Krajowe znajduje się w Tegucigalpie.

## Historia

### Początki
Działalność rozpoczęli zagraniczni wyznawcy w roku 1916. Na początku lat 30. i 40. XX wieku Freida Johnson samotnie prowadziła działalność kaznodziejską, przemierzając konno m.in. północne wybrzeże Hondurasu. Dotarła samotnie do rozproszonych plantacji bananów, do miast La Ceiba, Tela i Trujillo, i do odludnych wiosek Karaibów.

### Rozwój działalności
W roku 1945 do kraju dotarli pierwsi misjonarze Szkoły Gilead. W roku 1946 Honduras odwiedził Nathan H. Knorr; w tym samym roku otworzono Biuro Oddziału, powstała również pierwsza Sala Królestwa, a w kraju działało 19 głosicieli, w tym 9 misjonarzy; rok później – 45 głosicieli.
W 1948 roku zanotowano liczbę 278 głosicieli. W roku 1949 Nathan Knorr i Roger Morgan wzięli udział w kongresie w Tegucigalpie, odwiedzili też zbory w San Pedro Sula i La Ceiba. W tym samym roku rozpoczęto nadawanie codziennego, 15-minutowego programu w radiu HRQ w San Pedro Sula.
W latach 60. XX wieku miało miejsce prześladowanie Świadków Jehowy ze strony miejscowych władz. W 1961 roku zanotowano liczbę 571 głosicieli; rozbudowano też Biuro Oddziału. W grudniu 1966 roku odbył się kongres międzynarodowy pod hasłem „Synowie Boży – synami wolności”, na którym było 1442 obecnych, w tym 256 delegatów z zagranicy, a wśród nich członkowie Ciała Kierowniczego Świadków Jehowy. Na kongresie 60 osób zostało ochrzczonych. W kraju działało 837 głosicieli. W tym samym roku otwarto rozbudowane Biuro Oddziału. W roku 1974 zorganizowano pomoc humanitarną dla poszkodowanych przez huragan Fifi, a w roku 1976 – dla poszkodowanych przez trzęsienie ziemi. W roku 1978 w San Pedro Sula odbył się kongres pod hasłem „Zwycięska wiara”. W tym samym roku ponownie rozbudowano Biuro Oddziału.
W latach 70. i 80. XX wieku około 40 współwyznawców z Kanady, ze Stanów Zjednoczonych, z Francji, z Niemiec, z Hiszpanii, ze Szwecji i z Japonii przeprowadziło się do Hondurasu, by pomagać w działalności kaznodziejskiej. Przybyli również misjonarze, którzy zostali wydaleni z Nikaragui. W roku 1986 przekroczono liczbę 4 tysięcy głosicieli. 22 października 1989 roku otwarto nowe Biuro Oddziału.
W roku 1998 zorganizowano pomoc humanitarną dla poszkodowanych przez huragan Mitch. W 2012 roku osiągnięto liczbę 21 400 głosicieli, a nadzór nad działalnością przejęło meksykańskie Biuro Oddziału.
31 października 2014 roku miał miejsce wypadek autobusu, którym 57 Świadków Jehowy miało dotrzeć do miejscowości Las Flores w departamencie Lempira celem prowadzenia biblijnej działalności edukacyjnej. Śmierć poniosło 13 Świadków Jehowy oraz kierowca wynajętego autobusu. Pozostałe 44 osoby zabrano do szpitala na badania. 1 listopada 2014 roku w Cholomie odbył się pierwszy pogrzeb, podczas którego pochowano dziewięć ofiar katastrofy. W pogrzebie uczestniczyło około 3 tysiące osób.
We wrześniu 2015 roku 75 honduraskich delegatów wzięło udział w kongresie specjalnym pod hasłem „Naśladujmy Jezusa!” w Medellín w Kolumbii. W listopadzie 2020 roku zorganizowano pomoc dla poszkodowanych przez huragany Eta oraz Iota. W 2021 roku osiągnięto liczbę 22 912 głosicieli, a na uroczystości Wieczerzy Pańskiej zebrały się 70 973 osoby.
Zebrania Świadków Jehowy w Hondurasie są prowadzone głównie w języku hiszpańskim, a także w językach: angielskim, garifuna, honduraskim języku migowym, mandaryńskim i miskito.